# 3 Italia
H3G S.p.A., más conocida como 3 Italia (Tre Italia), era una empresa de telecomunicaciones italiana del grupo CK Hutchison Holdings Limited (anteriormente Hutchison Whampoa Limited), que ofrecía servicios de telefonía móvil.
Fue fundada en 1999 por Tiscali, Franco Bernabè y Sanpaolo IMI, y luego pasó en 2000 bajo el control de Hutchison Whampoa.
3 Italia fue el primer operador de telefonía móvil en ofrecer 3G en Italia, seguido posteriormente por TIM y Vodafone.
El 31 de diciembre de 2016 se completó la fusión entre 3 Italia y Wind en Wind Tre. Este proyecto de fusión, llevado a cabo por CK Hutchison Holdings y VimpelCom, preveía la creación de una empresa conjunta equitativa para combinar los servicios de telefonía en Italia. Sin embargo, la marca 3 Italia permaneció activa hasta el 16 de marzo de 2020, cuando fue sustituida por la marca única Wind Tre.
3 Italia, antes de la fusión con Wind, era el cuarto operador móvil en Italia por número de suscriptores (11% del mercado al 31/12/2016) después de TIM, Vodafone y Wind.

## Historia
La empresa fue fundada con el nombre de Andala 3G S.p.A. en 1999 por Tiscali, Franco Bernabè y Sanpaolo IMI.
En 2000, tras la adquisición por parte de Hutchison Whampoa de la mayoría de las acciones de la empresa, ésta pasó a denominarse H3G S.p.A. y el 3 de marzo de 2003 nació la marca 3 Italia.
En 2002, la empresa firmó un acuerdo de roaming nacional (GSM/GPRS) con TIM.
En 2004 3 lanzó UMTS TV y la cobertura 3G llegó al 75% de la población, y ese mismo año introdujo la tarjeta UMTS.
El 17 de julio de 2007 introdujo la tecnología HSUPA, y en octubre inició una alianza con Skype con el 3 Skypephone, un videoteléfono que permitía a 3 clientes utilizar Skype de forma gratuita.
El 8 de abril de 2010 lanzó la iniciativa Grande Cinema 3, que ofrece entrada gratuita a los cines participantes a sus mejores clientes. La3 aterrizó en Sky y se convirtió en un canal temático dedicado a los juegos telefónicos.
El 5 de noviembre de 2012 lanzó sus servicios LTE en Acuto y desde el 31 de enero de 2013 en las ciudades de Roma y Milán.
Desde mayo de 2015, H3G ofrece conectividad LTE sin costo adicional a los clientes de suscripción.
Durante 2015 y 2016, se estipuló un acuerdo entre CK Hutchison Holdings (anteriormente Hutchison Whampoa) y VimpelCom, propietario de Wind, para la creación de una empresa conjunta igualitaria en Italia.
El 31 de diciembre de 2016, Wind Telecomunicazioni S.p.A. se fusionó con H3G S.p.A. para formar Wind Tre S.p.A.
A pesar de la fusión, la marca 3 Italia continuaron operando independientemente de las marcas Wind e Infostrada en el sector privado.
El 23 de mayo de 2017 Wind Business se fusionó con 3 Business, dando vida a Wind Tre Business, que combina todos los servicios dedicados a clientes y empresas inscritas en el IVA.
El 16 de marzo de 2020, tras completarse la fusión de las redes móviles Wind-3 a finales de 2019, la empresa llevó a cabo un cambio de marca, sustituyendo las antiguas marcas Wind y 3 Italia por la nueva marca única Wind Tre, ambas para telefonía móvil y para telefonía fija.